# Lloyd W. Olds
Lloyd W. Olds (ur. 1892, zm. 1982) – amerykański specjalista zdrowia publicznego, pracownik akademicki, sędzia sportowy, twórca charakterystycznego, biało-czarnego stroju amerykańskich sędziów sportowych.

## Życiorys
Lloyd W. Olds urodził się w 1892 roku. Jeszcze jako student zaczął w 1914 roku sędziować mecze koszykówki. W 1916 roku ukończył studia w zakresie zdrowia publicznego na Eastern Michigan University, a następnie zdobył w tej dziedzinie doktorat na University of Michigan. Powrócił na macierzystą uczelnię i podjął pracę w Wydziale Wychowania Fizycznego, a także był w latach 1921-1942 trenerem uczelnianej drużyny lekkoatletycznej, która pod jego kierownictwem wygrywała 85% pojedynków.
W 1921 roku jako pierwszy zaczął nosić w czasie meczów koszulę w biało-czarne pasy, po tym jak z powodu dotychczasowego, białego stroju został rok wcześniej pomylony z zawodnikiem jednej z drużyn w meczu piłkarskim. Olds po raz pierwszy wystąpił w biało-czarnym stroju na licealnym turnieju koszykówki w Detroit w 1921 roku. Nowy strój sędziowski szybko został przyjęty przez innych sędziów.
W 1937 roku Olds został przewodniczącym Pan American Athletic Association. W latach 1956−1963 kierował Wydziałem Wychowania Fizycznego University of Michigan. Był asystentem trenera amerykańskiej drużyny lekkoatletycznej na Igrzyskach Olimpijskich w 1932 i w 1936 roku oraz menadżerem drużyny na Igrzyskach w 1948 roku. W latach 1946−1950 był przewodniczącym National Track and Field Association.
Zmarł w 1982 roku.